# Trauma (mini-série, 2018)
Pour les articles homonymes, voir Trauma.
Trauma ou Erreur fatale au Québec, est une mini-série télévisée britannique en trois épisodes de 46 minutes créée par Mike Bartlett et diffusée du 12 au 14 février 2018 sur ITV.
En France, la série a été diffusée à partir du 30 mai 2018 sur Numéro 23,, et au Québec du 26 novembre au 10 décembre 2018 à la Télévision de Radio-Canada.

## Synopsis
Après avoir été poignardé, le fils de Dan Bowker est admis au service de traumatologie de Jon Allerton, avant de décéder, à seulement quinze ans. Son père, bouleversé, tient Jon pour responsable de la mort de son enfant. Alors qu'il sombre dans le deuil, Dan est bien décidé à entraîner le médecin dans sa chute et à détruire la vie de ce dernier, afin que justice soit faite.

## Distribution
- Adrian Lester (VF : Damien Boisseau) : Jon Allerton
- John Simm (VF : Sébastien Desjours) : Dan Bowker
- Lyndsey Marshal (VF : Laurence Dourlens) : Susie Bowker
- Rowena King : Lisa
- Jemima Rooper (VF : Dominique Vallée) : Nora Barker
- Jade Anouka (VF : Fily Keita) : Alana Allerton
- Raffiella Chapman : Catherine Bowker
- James Gasson : Mark Bowker

## Épisodes
1. Une vie brisée
2. Un père en colère
3. Quitte ou double